# Rijksstad Kaufbeuren
De rijksstad Kaufbeuren was een tot de Zwabische Kreits behorende rijksstad binnen het Heilige Roomse Rijk.
De plaats wordt in 1126 voor het eerst vermeld en was tot 1191 was het in bezit van de Welfen, daarna van de Hohenstaufen. Koning Koenraad IV noemt Buoeron in 1240 zijn stad. Koning Rudolf I kent Kaufbeuron in 1286 uitdrukkelijk de status van rijksstad toe. Privileges werden verder verleend door koning Albrecht I in 1303, keizer Lodewijk de Beier in 1330 en keizer Karel IV in 1348.
In de Reichsdeputationshauptschluss van 25 februari 1803 wordt in paragraaf 2 de inlijving bij het keurvorstendom Beieren vastgesteld.